# アイスランドの河川
アイスランドの河川（アイスランドのかせん）では、アイスランドの河川について解説する。
アイスランドのような島において、非常に長い川はない。
川の源となるアイスランド中央高地が定住地としては不適当であったため、水運の手段として利用される川もなかった。一方、サケなどの漁場となっている河川は多い。
主要な川を以下に挙げる。

## 南部アイスランド
- クヴィートアゥ(en:Hvítá, Árnessýsla)
- クロスアゥ (Krossá)
- クーザフリョゥト (Kúðafljót)
- マルカルフリョゥト (Markarfljót)
- ムーラクヴィスル (Múlakvísl)
- オルブスアゥ（Ölfusá。アイスランド最大の流量を誇る川）
- ラングアゥ (Rangá)
- スケイザルアゥ
- ソグ川
- ショゥルスアゥ（アイスランドで最も長い川。230km）

## 西部アイスランド
- クヴィータゥ (ボルガルフィルジ) (Hvítá (Borgarfjörður))
- ノルズゥルアゥ (ボルガルフィルジ) (Norðurá (Borgarfjörður))
- フォスアゥ (Fossá)

## 西部のフィヨルド
- ディンヤンディ (Dynjandi)
- スターザルアゥ (ステイングリムスフィルジ) (Staðará (Steingrímsfirði))

## 北部アイスランド
- ブランダ
- エイャフィヤルザルアゥ(Eyjafjarðará)
- エイストリ・ヨークルスアゥ(Eystri Jökulsá)
- フニョウゥスクアゥ(Fnjóská)
- グレールアゥ (Glerá)
- ヒェラズスヴォトン (en:Héraðsvötn)
- Hörgá
- ヨークルスアゥ・アゥ・フヨットウム (Jökulsá á Fjöllum)
- ラクスアゥ (Laxá)
- スキャゥルファンダフリョゥト(Skjálfandafljót）
- ヴァトンスダールル (Vatnsdalur)

## 東部アイスランド
- ラーガルフリョゥト (Lagarfljót)
- ヨークルスアゥ・アゥ・ダル (en:Jökulsá á Dal)